# Dietrich Nietzel
Dietrich Nietzel, född 1703 i Hamburg, död 1756 i Uppsala, var en tysk trädgårdsmästare, verksam i Sverige.
Nietzel var i tjänst hos George Clifford på Hartekamp i Holland och blev 1739 anställd vid akademiträdgården i Uppsala, där han verkade till sin död. Han hade en viktig roll i utvecklingen av trädgården under Linné, som från 1741 var dess föreståndare.